# Eric McArthur
Eric McArthur (エリック・マッカーサー?, Erikku Makkāsā; South Pasadena, 23 agosto 1968) è un ex cestista statunitense naturalizzato giapponese, professionista nella CBA e in Giappone.

## Carriera
Con il Giappone ha disputato i Giochi asiatici di Doha 2006.

## Palmarès
- CBA All-Defensive First Team (1991)